# Copăcelu, Vâlcea
Copăcelu este o localitate componentă a municipiului Râmnicu Vâlcea din județul Vâlcea, Oltenia, România. Este situat în zona de sud-vest a orașului având ca vecini la nord-vest localitatea Ocnele Mari, la sud cartierul Căzănești și Platforma Chimică, la est cartierul Râureni și la nord cartierul Troianu.
Copăcelu este alcătuit din mai multe zone, după cum urmează, acestea fiind de regulă de-a lungul străzilor care le străbat:
1. zona Cuibul de Barză
2. zona Biserica Valea Răii
3. zona Valea Răii
4. zona Drumul Gării
5. zona Școala Copăcelu
6. zona Drumul Bâlciului

 Acest articol despre o localitate din județul Vâlcea este deocamdată un ciot. Puteți ajuta Wikipedia prin completarea lui.